# Fornelas
Santa Comba de Fornelas és una parròquia del municipi gallec d'A Pobra do Brollón, a la província de Lugo. Limita amb les parròquies d'Eixón al nord, Cereixa a l'est, Chavaga al sud i A Parte a l'oest.
El 2015 tenia 72 habitants agrupats en 7 entitats de població: A Arcoia, O Campo, A Corredoira, O Fondón, Lugar de Abaixo, Lugar de Arriba i O Pumar.
Entre el seu patrimoni destaca l'església de Santa Comba. Les festes se celebren el segon diumenge d'agost en honor de Sant Antoni.